# Edoardo Nova

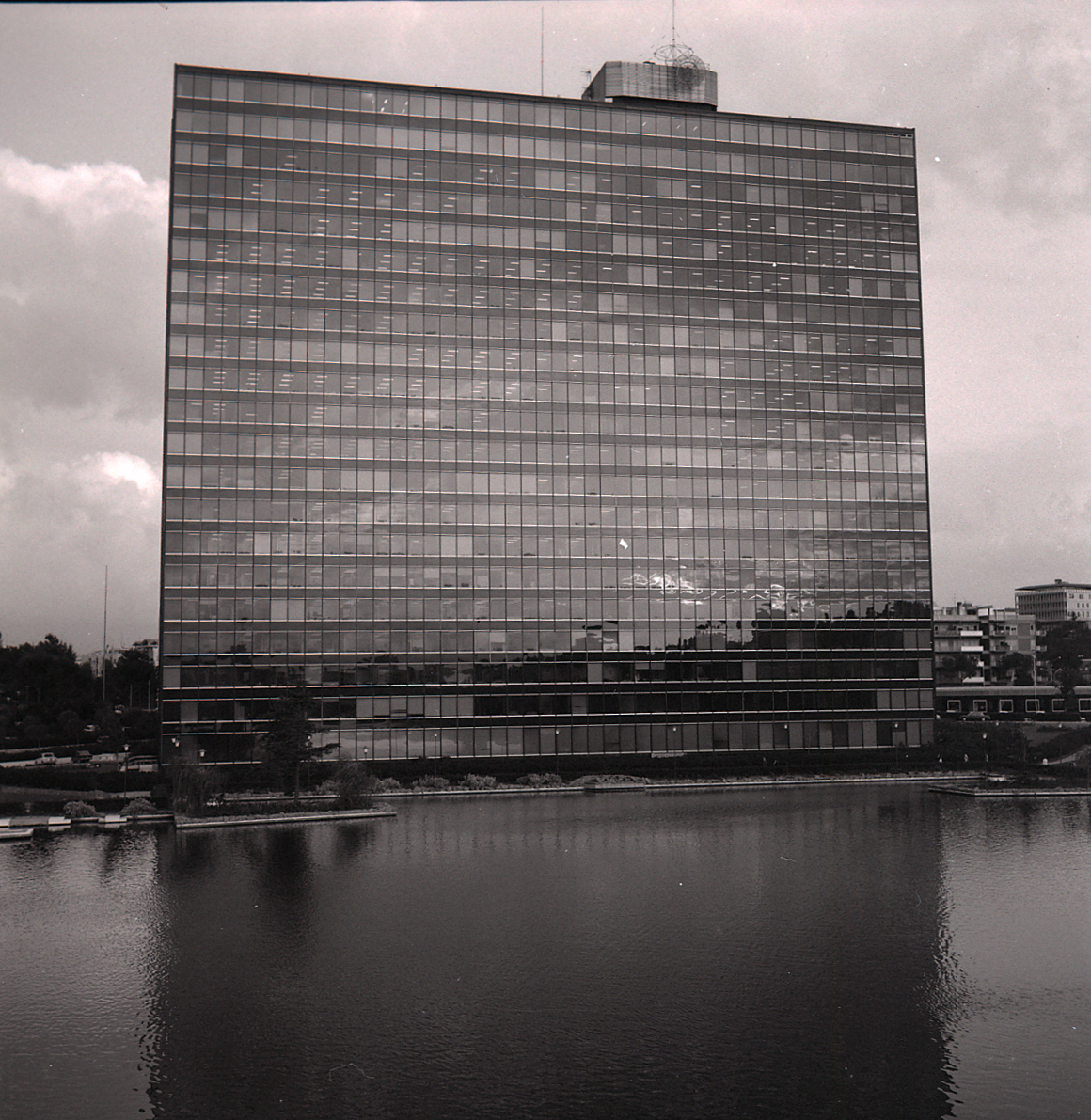
Palazzo ENI, Roma (con Marco Bacigalupo, Ugo Ratti, Leo Finzi). Foto di Paolo Monti, 1967.

Edoardo Nova (Milano, 1921 – Milano, 2009) è stato un ingegnere italiano, stretto collaboratore di Leo Finzi con il quale ha fondato lo Studio Finzi-Nova-Castellani.

## Biografia
Edorado Nova nacque a Milano nel 1921 da Roberto Nova, imprenditore milanese nominato commendatore dell'Ordine di San Silvestro papa su indicazione di Papa Paolo VI, e da Maria Casagrande. Laureatosi in ingegneria presso il Politecnico di Milano, inizia a lavorare come esperto in ingegneria strutturale civile ed industriale.
Fondò con l'ingegnere Leo Finzi e Castellani lo Studio Finzi-Nova-Castellani. Insieme a Leo Finzi progettò la tensostruttura per la copertura del Palasport di Genova (1960-1964), molto apprezzata a livello internazionale, e fu progettista strutturale delle centrali elettriche di Caorso, Latina e Montalto di Castro, del terzo anello dello Stadio Meazza di San Siro e degli uffici dell'Eni a San Donato Milanese e a Roma.
Sempre assieme a Leo Finzi progettò la struttura della celeberrima Casa La scala disegnata da Vittoriano Viganò, e il Museo storico Alfa Romeo.
Si sposò con Maria Luisa Erba dalla quale ebbe lo storico d'arte Alessandro Nova e Roberto Nova (nato a Milano nel 1949), professore ordinario di ingegneria presso il Politecnico di Milano.

## Opere
- Palazzo ENI, Roma (con Marco Bacigalupo, Ugo Ratti, Leo Finzi), 1959-1962.[6]
- Terzo Anello Stadio Meazza, Milano;
- Casa La scala;
- Grandi Magazzini Il Fulmine, Cremona, 1959;[7]

## Pubblicazioni
- Finzi Leo, Nova Edoardo, Elementi strutturali, Genova 1969.